# Leptidea gigantea
Leptidea gigantea es una especie de mariposa de la familia Pieridae. Se encuentra distribuida en la localidad de Changyang, China.

## Sinónimos
- Leptidea serrata (Lee, 1955)